# المنقع (الصومعة)

تعديل مصدري - تعديل

المنقع هي إحدى قرى عزلة ال سعيد بمديرية الصومعة التابعة لمحافظة البيضاء، بلغ تعداد سكانها 247 نسمة حسب تعداد اليمن لعام 2004.